# ジェームズ・ロビンソン (ランニングバック)
ジェームズ・ロビンソン（James Robinson, 1998年8月9日 - ）は、アメリカ合衆国イリノイ州ロックフォード出身のプロアメリカンフットボール選手。現在NFLのニューオーリンズ・セインツに所属している。ポジションはランニングバック。　　　

## 経歴

### カレッジ
イリノイ州立大学では、1年目に9試合出場し322ヤード、2タッチダウンをあげた。2年目の2017年からチームの先発ランニングバックとなり、933ヤード、12タッチダウンをあげてオールミズーリ・バレー・フットボール・カンファレンスのファーストチームに選出された。3年目の2018年には、1290ヤード、12タッチダウンをあげて再びオールミズーリ・バレー・フットボール・カンファレンスに選出され、AP通信のオールアメリカンサードチームに選ばれ、ウォルター・ペイトン賞の最終候補選手となった。4年目の2019年には、1899ヤード、18タッチダウンをあげてオールフットボール・チャンピオンシップ・サブディビジョン(FCS)のファーストチームの候補となった。
大学での4年間で通算4,444ラン獲得ヤードを記録し、学校記録で2位となった。
| 身長                        | 体重           | 腕 の 長 さ       | 手 の 大 き さ   | 40Yrd ダ ッ シ ュ | 10Yrd ス プ リ ッ ト | 20Yrd ス プ リ ッ ト | 20Yrd シ ャ ト ル | 3 コ 丨 ン ド リ ル | 垂 直 跳 び      | 立 ち 幅 跳 び      | ベ ン チ プ レ ス |
| --------------------------- | -------------- | ----------------- | ---------------- | ----------------- | -------------------- | -------------------- | ----------------- | ------------------- | ---------------- | ------------------- | ----------------- |
| 5 ft 9 in (175 cm)          | 219 lb (99 kg) | 29+5⁄8 in (75 cm) | 8+3⁄4 in (22 cm) | 4.64 s            | 1.61 s               | 2.71 s               | 4.19 s            | 7.03 s              | 40.0 in (102 cm) | 10 ft 5 in (3.18 m) | 24 回             |
| All values from NFL Combine |                |                   |                  |                   |                      |                      |                   |                     |                  |                     |                   |

### ジャクソンビル・ジャガーズ
2020年のNFLドラフトでは指名されず、2020年4月27日にドラフト外フリーエージェントとしてジャクソンビル・ジャガーズと契約した。

#### 2020年シーズン

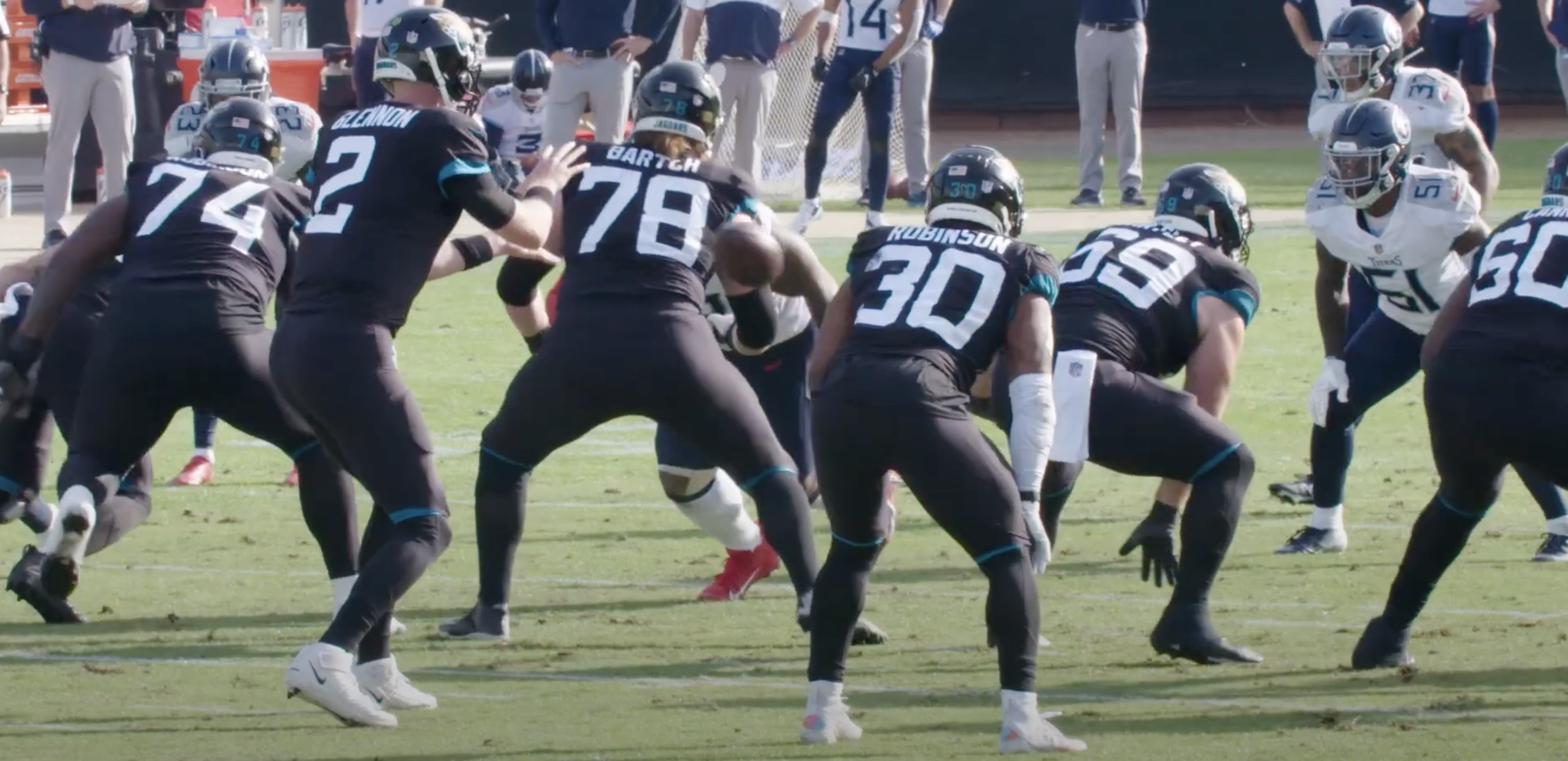
2020年のテネシー・タイタンズ戦でのロビンソン (#30)

トレーニングキャンプが終わると、チームの先発ランニングバックに任命され、レギュラーシーズン第1週のインディアナポリス・コルツ戦でNFLデビューを果たした。第2週のテネシー・タイタンズ戦では、合計120ヤード、キャリア初のタッチダウンを記録した。翌週のマイアミ・ドルフィンズ戦では、ランパス合計129ヤード、2タッチダウンを記録した。この1ヶ月の活躍で、9月のNFL月間最優秀新人選手賞に選出された。第7週のロサンゼルス・チャージャーズ戦では22回のキャリーで119ヤード、1ラン獲得タッチダウン、4回のキャッチで18ヤード、1レシーブ獲得タッチダウンを記録した。第10週のグリーンベイ・パッカーズ戦では、23回のキャリーで109ヤードを記録した。第12週のクリーブランド・ブラウンズでは、22回のキャリーで128ヤード、1ラン獲得タッチダウン、5回のキャッチで31ヤードを記録した。
このシーズンは、240回のキャリーで1,070ヤード、7ラン獲得タッチダウンを記録し、NFLトップ100で100位にランクインした。

#### 2021年シーズン
レギュラーシーズン第16週のニューヨーク・ジェッツ戦でアキレス腱を断裂し、シーズンを終えた。
このシーズンは、767ラン獲得ヤード、8タッチダウンを記録した。

### ニューヨーク・ジェッツ

#### 2022年シーズン
10月22日、ニューヨーク・ジェッツの先発ランニングバックのブリース・ホールがアキレス腱を断裂したため、その穴を埋めるべく、6巡目指名権と引き換えにジェッツへとトレードされた。シーズン途中でのトレードだったため、出場は4試合にとどまったが、このシーズンは110回のキャリーで425ヤード、3ラン獲得タッチダウン、11回のキャッチで51ヤード、2レシーブ獲得タッチダウンを記録した。

### ジェッツ退団以降
3月17日にニューイングランド・ペイトリオッツと2年800万ドルの契約を結んだ。ペイトリオッツではバッファロー・ビルズに去ったデイミアン・ハリスの代役としてショートヤーデージでのプレーを期待されたが6月12日に解雇された。のちにチームが健康を不安視したことが解雇の理由であるとメディアによって報道された。
7月21日にニューヨーク・ジャイアンツと契約したが8月27日に解雇された。10月17日にグリーンベイ・パッカーズとプラクティス・スクワッド契約を結んだ。その後いったんは解雇されるがプラクティス・スクワッド契約を経て11月22日にアクティブロースターに昇格、11月27日に再び解雇、11月29日にプラクティス・スクワッド契約を結んだが12月5日に解雇された。12月13日にニューオーリンズ・セインツとプラクティス・スクワッド契約を結んだ。

## 詳細情報

### 年度別成績
| シーズン       | チーム         | 試合 | 試合 | ラン | ラン  | ラン | ラン | ラン | レシーブ | レシーブ | レシーブ | レシーブ | レシーブ | ファンブル | ファンブル |
| シーズン       | チーム         | GP   | GS   | Att  | Yds   | Avg  | Lng  | TD   | Rec      | Yds      | Avg      | Lng      | TD       | Fum        | Lost       |
| -------------- | -------------- | ---- | ---- | ---- | ----- | ---- | ---- | ---- | -------- | -------- | -------- | -------- | -------- | ---------- | ---------- |
| 2020           | JAX            | 14   | 14   | 240  | 1,070 | 4.5  | 47   | 7    | 49       | 344      | 7.0      | 28       | 3        | 3          | 1          |
| 2021           | JAX            | 14   | 13   | 164  | 767   | 4.7  | 58   | 8    | 31       | 222      | 7.2      | 26       | 0        | 4          | 2          |
| 2022           | JAX            | 7    | 5    | 81   | 340   | 4.2  | 50T  | 3    | 9        | 46       | 5.1      | 10       | 1        | 1          | 0          |
| 2022           | NYJ            | 4    | 0    | 29   | 85    | 2.9  | 16   | 0    | 2        | 5        | 2.5      | 7        | 1        | 0          | 0          |
| キャリア：３年 | キャリア：３年 | 39   | 32   | 514  | 2,262 | 4.4  | 58   | 18   | 91       | 617      | 6.8      | 28       | 5        | 8          | 3          |